# Елк Тауншип (округ Честер, Пенсільванія)
Елк Тауншип (англ. Elk Township) — селище (англ. township) в США, в окрузі Честер штату Пенсільванія. Населення — 1698 осіб (2020).

## Демографія
Згідно з переписом 2010 року, у селищі мешкала 1681 особа в 594 домогосподарствах у складі 462 родин. Було 613 помешкання
Расовий склад населення:
| - 93,7 % — білих - 1,6 % — чорних або афроамериканців - 1,2 % — азіатів - 0,5 % — корінних американців - 1,5 % — осіб інших рас |

До двох чи більше рас належало 1,4 %. Частка іспаномовних становила 5,7 % від усіх жителів.
За віковим діапазоном населення розподілялося таким чином: 25,5 % — особи молодші 18 років, 62,9 % — особи у віці 18—64 років, 11,6 % — особи у віці 65 років та старші. Медіана віку мешканця становила 41,1 року. На 100 осіб жіночої статі у селищі припадало 98,2 чоловіків;  на 100 жінок у віці від 18 років та старших — 104,6 чоловіків також старших 18 років.
Середній дохід на одне домашнє господарство  становив 98 879 доларів США (медіана — 77 625), а середній дохід на одну сім'ю — 104 083 долари (медіана — 90 000). Медіана доходів становила 65 341 долар для чоловіків та 54 583 долари для жінок. За межею бідності перебувало 7,0 % осіб, у тому числі 11,2 % дітей у віці до 18 років та 1,5 % осіб у віці 65 років та старших.
Цивільне працевлаштоване населення становило 916 осіб. Основні галузі зайнятості: освіта, охорона здоров'я та соціальна допомога — 19,4 %, науковці, спеціалісти, менеджери — 16,4 %, виробництво — 12,7 %, роздрібна торгівля — 11,9 %.